# 뉴 라인 시네마
뉴 라인 시네마(New Line Cinema)는 1967년, 로버트 셰이(Robert Shaye)가 설립한, 미국의 영화 제작 스튜디오 겸 배급사로, 한동안, 독립 회사로 유지되다가 1994년, 미국의 최대 케이블 방송사인 터너 브로드캐스팅 시스템에 인수되었지만 2년후, 터너 엔터테인먼트 그룹이 타임 워너에 통합 하면서 엔터테인먼트 부문의 계열사로 합류하였고, 극심한 재정난으로 인해 2008년 2월 28일, 워너 브라더스에 자회사로 합병되었다. 따라서, 모든 뉴 라인의 제작 영화가 워너 브라더스를 통해 배급된다.

## 역사
1967년에 27살의 로버트 셰이가 (Robert Shaye) 영화 배급회사인 뉴 라인 시네마를 설립하였다.
1994년 1월 28일, 미국의 최대 케이블 방송사 이자 한나 바베라와 캐슬 록 엔터테인먼트를 소유한 터너 브로드캐스팅 시스템에 인수되었고, 1996년, 터너 방송사/엔터테인먼트 그룹이 타임 워너에 통합되었다.

### 회계 관행의 시작
2001년, 전 세계 흥행 28억 달러를 기록한 《반지의 제왕 시리즈》의 흥행 성공으로 헐리우드의 유명한 영화 회사로 발돋움 하게 되지만, 2005년부터 제작된 영화들의 연 이은 흥행 실패에 따른 부채비율이 갈수록 늘어나서 재정난으로 파산위기에 몰리게 된다.

### 워너 브라더스의 자회사로 합류
결국 재정난의 위기를 극복하지 못하고 2008년 2월 28일, 파산해 워너 브라더스가 인수하면서 워너 브라더스의 자회사로 합류하게 되었으며 2010년 뉴 라인 시네마의 배급권을 획득하게 된다.

### 연표
- 1967년: 뉴 라인 시네마 설립.
- 1994년: 터너 브로드캐스팅 시스템에 인수됨
- 1996년: 터너 브로드캐스팅 시스템 타임 워너에 인수 (타임 워너 엔터테인먼트 부문의 계열사로 합류)
- 2003년: 반지의 제왕 3편이 전 세계 11억 달러 흥행으로 타이타닉의 18억 달러에 이은 역대 흥행 2위 기록 달성, 아카데미상 30개의 부문에서 후보에 올라 17개 부문에서 수상.
- 2008년 2월 28일: 재정난으로 파산하여 워너 브라더스에게 인수됨. (2년후 배급권 인수인계)

## 같이 보기
- 픽처하우스